# Broncin
Broncin (prononciation : [ˈbrɔnt͡ɕin]) est un village polonais de la gmina de Grabów nad Pilicą dans le powiat de Kozienice de la voïvodie de Mazovie dans le centre-est de la Pologne.
Il se situe à environ 1 kilomètre au nord-est de Grabów nad Pilicą (siège de la gmina), 29 kilomètres au nord-ouest de Kozienice (siège du powiat) et à 56 kilomètres au sud de Varsovie (capitale de la Pologne).
Le village possède approximativement une population de 60 habitants en 2006.

## Histoire
De 1975 à 1998, le village appartenait administrativement à la voïvodie de Radom.